# Rue Vondel (Bruxelles)
Pour les articles homonymes, voir Rue Vondel.
La rue Vondel (en néerlandais : Vondelstraat) est une rue bruxelloise de la commune de Schaerbeek qui va de la rue Rubens à la rue des Ailes en passant par la rue Renkin, la rue Floris et la rue Quinaux.
La numérotation des habitations va de 1 à 133 pour le côté impair, et de 2 à 138 pour le côté pair.
Cette rue porte le nom d'un écrivain néerlandais, Joost van den Vondel, né à Cologne le 17 novembre 1587 et décédé à Amsterdam le 5 février 1679.

## Adresses notables
- no 40 : Maison où ont habité les résistants Salomon Karolinski et Élisabeth Orcher-Karolinski. Des pavés de mémoire ont été installés le 13 mai 2009 car ils ont été déportés et assassinés à Auschwitz en 1942 (voir : convoi n° 4 du 18 août 1942)[1].
- no 95 : Maison du Foyer Schaerbeekois
- no 130 : Cercle Polyglotte de Bruxelles

## Galerie de photos

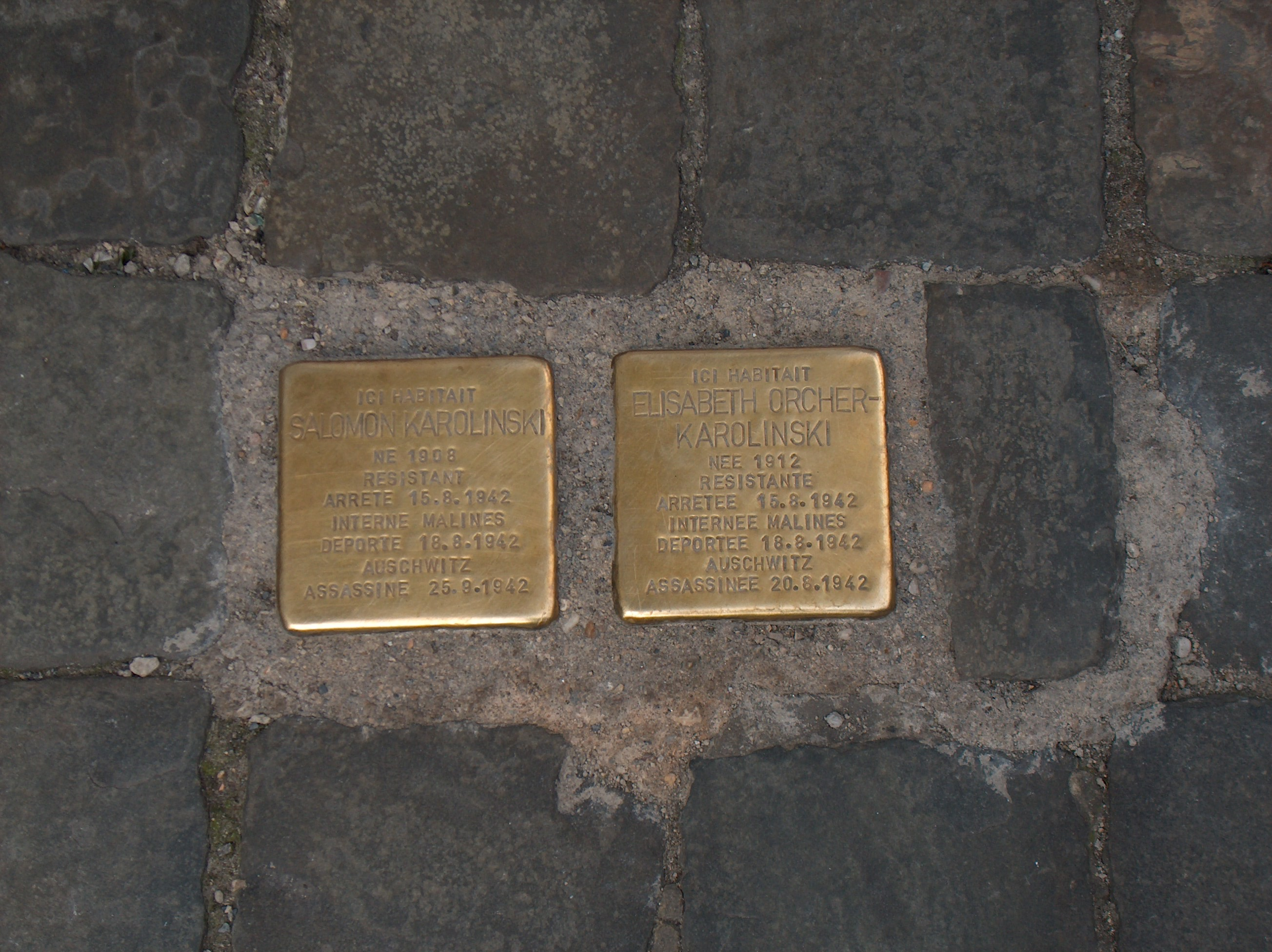
Pavés de mémoire au no 40